# 東門町 (臺北市)
東門町為臺灣日治時期臺北市之行政區，位於三板橋南部幸町之南，因轄內有臺北府城東門而得名。該町日治時期多為日籍移民居住所在，約略位置在今中正區徐州路，信義路二段，仁愛路一段附近，仁愛路在當時名為「東門町通（或稱東門大通、東門通）」。東門町東側有名為「文化村」的新開發住宅地，由高砂建築信用購買組合所興建，乃是當時標榜設備科學化的「文化住宅」，範圍大約是現仁愛路（東門町通）以南，東至連雲街，南至信義路（三張犁道路），西至杭州南路一帶。村內有「一條通」至「七條通」的道路。戰後劃入城中區，今屬臺北市中正區。

## 町內設施
- 日本赤十字社台灣支部（曾被中國國民黨佔據作為中央黨部大樓，該址現為張榮發基金會）
- 赤十字醫院（現台大醫院）
- 台灣總督府醫學校（現台大醫學院）
- 東門町水泳場（東門游泳池，現中正運動中心）

臺北市東門町水泳場於1926年7月1日落成啟用，位於東門町2番地，西側鄰赤十字社台灣支部，東側乃旭小學校。佔地有1367坪，長方形水道，構造為大、小二水泥池。大池長50公尺，寬16.5公尺，深1.2至2.6公尺。小池水深0.2公尺至0.6公尺，供兒童使用。設備設有六隻距離標示（每10公尺1隻）、跳水臺、跳水板（木製）。設容納450人置物的更衣室、給水設備（10馬力的抽水機抽取井水加上自來水）、排水設備、辦公室、救護室、沖洗間、喝茶所、觀覽席、時鐘、廁所。水源為井水及自來水。開放時間：每年五月到九月，每天上午八點至下午六點。女性限周三、五下午（此時男性不得進入）。
- 旭小學校（現東門國小）
- 曹洞宗大本山別院（現東和禪寺、青少年育樂中心）
- 私立台北中學校（現泰北中學）
- 文化村
- 東門町市場（現東門市場）[6][7][8]
- 東門町出張所（現台北東門郵局）